# Burton Malkiel
Burton Gordon Malkiel (* 28. August 1932) ist ein US-amerikanischer Ökonom und Schriftsteller, der für seine Popularisierung der Random-Walk-Theorie in seinem Buch A Random Walk Down Wall Street bekannt ist. Darüber hinaus ist Malkiel ein Emeritus der Chemical Bank Chairman's-Professur für Volkswirtschaftslehre an der Princeton University.

## Ausbildung
In 1949 schloss Malkiel seine Schulzeit an der Boston Latin school ab, bevor er 1953 seinen Bachelor und 1955 seinen MBA von der Harvard University erwarb. Hiernach arbeitete er zunächst in der Wirtschaft, doch interessierte sich weiter für Akademia und promovierte schließlich 1964 an der Princeton University.

## Beruflicher Werdegang
Nach seinem Ph.D. nahm Malkiel eine Stelle an der Yale University an, wechselte jedoch später an die Princeton University, wo ihm schließlich die Chemical Bank Chairman's-Professur für VWL übertragen wurde. Während seiner Karriere an der Princeton University diente Malkiel zweimal als Vorsitzender der Fakultät für VWL, ebenso als Mitglied des Council of Economic Advisers (1975–1977), als Präsident der American Finance Association (1978) und als Dekan der Yale School of Management (1981–1988). Des Weiteren war Malkiel 28 Jahre Direktor der Vanguard Group und arbeitet gegenwärtig als CIO des softwarebasierten Finanzberatungsunternehmens Wealthfront Inc. und als Berater für Robert D. Arnotts Investmentmanagement-Unternehmen, Research Affiliates. 2001 wurde er zum Mitglied der American Philosophical Society gewählt.

## Persönliches
Burton Malkiel heiratete seine erste Ehefrau, Judith Atherton Malkiel, in 1954 und hatte mit ihr einen Sohn, Jonathan. Nach Judith Malkiels Tod in 1987 heiratete Malkiel 1988 seine zweite Frau, Nancy Weiss, die von 1987 bis 2011 Dekan des College of Princeton University war. Von 1955 bis 1958 diente Malkiel als First Lieutenant in der United States Army.

## Bibliographie
- The Term Structure of Interest Rates: Expectations and Behavior Patterns. Princeton University Press, Princeton, NJ 1966.
- mit Richard E. Quandt: Strategies and Rational Decisions in the Securities Options Market. MIT Press, Cambridge 1969, ISBN 0-262-13056-4.
- A Random Walk Down Wall Street: The Time-tested Strategy for Successful Investing. W. W. Norton, New York 1973, ISBN 0-393-05500-0.
- mit Paul B. Firstenberg: Managing Risk in an Uncertain Era: An Analysis for Endowed Institutions. Princeton University, Princeton, NJ 1976.
- The Inflation Beater's Investment Guide: Winning Strategies for the 1980s. W. W. Norton, New York 1980, ISBN 0-393-01355-3.
- mit J. G. Cragg: Expectations and the structure of share prices. University of Chicago Press, Chicago 1982, ISBN 0-226-11668-9.
- Winning Investment Strategies. W. W. Norton, New York 1982, ISBN 0-393-30031-5.
- mit J. P. Mei: Global Bargain Hunting: The Investor's Guide to Profits in Emgerging Markets. Simon & Schuster, New York 1998, ISBN 0-684-83518-5.
- mit Richard E. Evans: Earn More (Sleep Better): The Index Fund Solution. Simon & Schuster, New York 1999, ISBN 0-684-85250-0.
- The Efficient Market Hypothesis and Its Critics. Center for Economic Policy Studies, Princeton University, Princeton, NJ 2003.
- The Random Walk Guide to Investing: Ten Rules for Financial Success. W. W. Norton, New York 2003, ISBN 0-393-05854-9.
- mit Patricia A. Taylor: From Wall Street to the Great Wall: How Investors Can Profit from China's Booming Economy. W. W. Norton, New York 2008, ISBN 978-0-393-06478-0.
- mit Charles D. Ellis: The Elements of Investing. John Wiley & Sons, Hoboken, New Jersey 2010, ISBN 978-0-470-52849-5.
- A Random Walk Down Wall Street. The Best Investment Tactic for the New Century. Norton & Company, New York 2011, ISBN 978-0-393-32040-4.